# لوته اسمیزت سیرشت
لوته اسمیزت سیرشت (انگلیسی: Lotte Smiseth Sejersted؛ زادهٔ ۵ مارس ۱۹۹۱) اسکی‌باز آلپاین نروژی است.
او در مسابقات کشوری و بین‌المللی در مجموع برنده ۱ مدال طلا، ۲ مدال نقره، ۱ مدال برنز شده‌است.

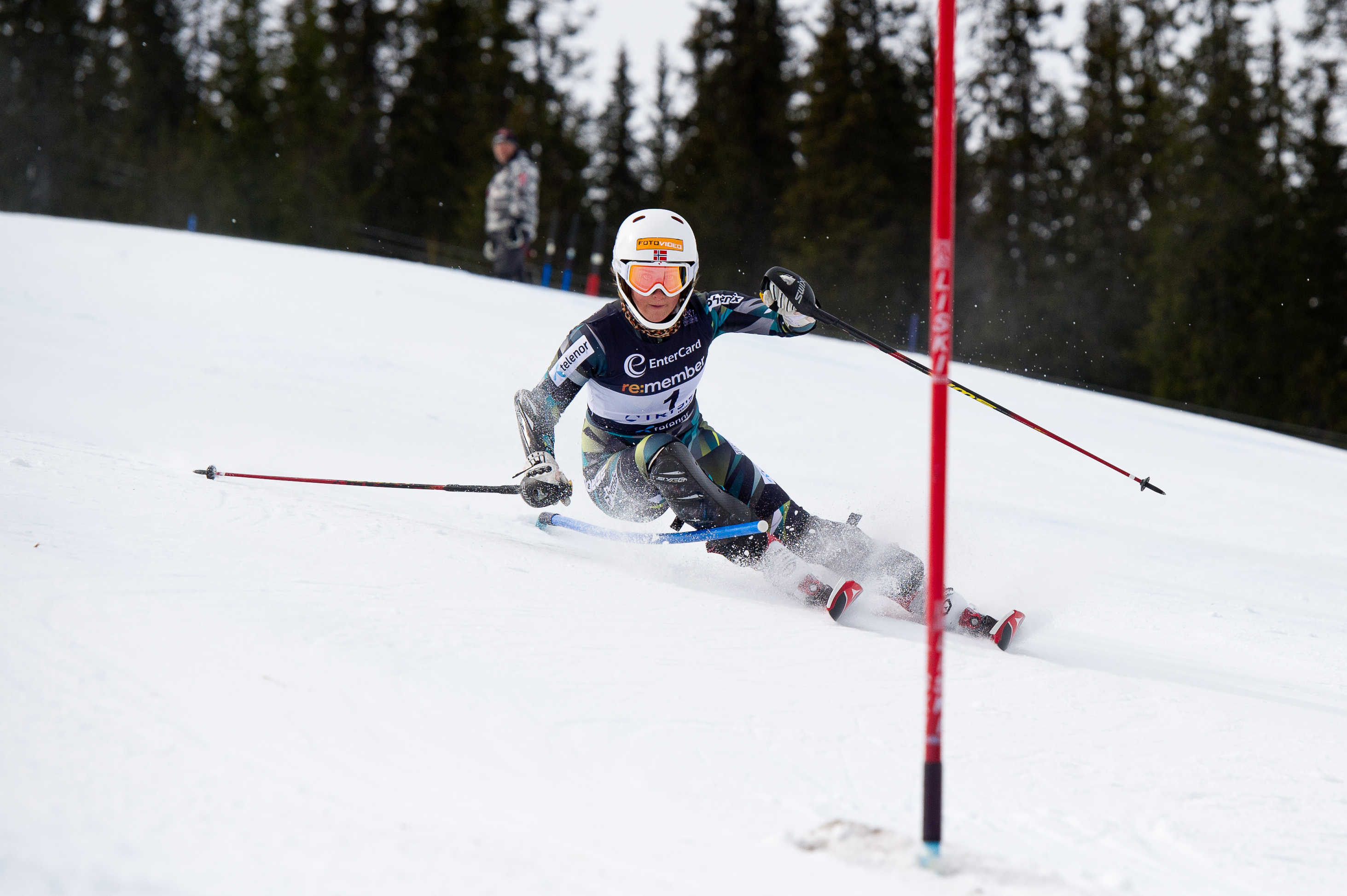
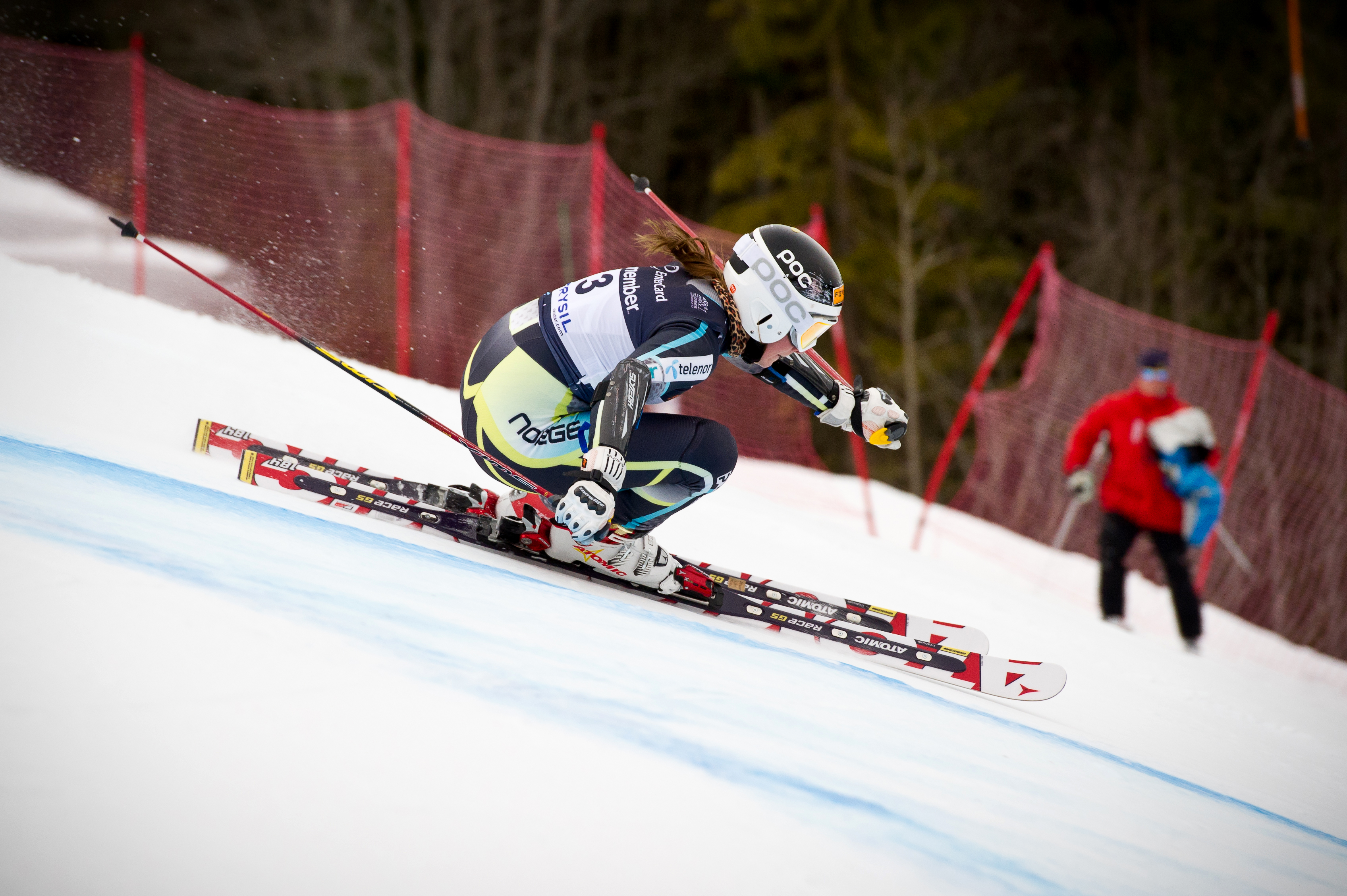